# Prionopeltis tenuipes
Prionopeltis tenuipes är en mångfotingart som beskrevs av Carl Graf Attems 1898. Prionopeltis tenuipes ingår i släktet Prionopeltis och familjen orangeridubbelfotingar. Inga underarter finns listade i Catalogue of Life.